# Alessandro Turchi

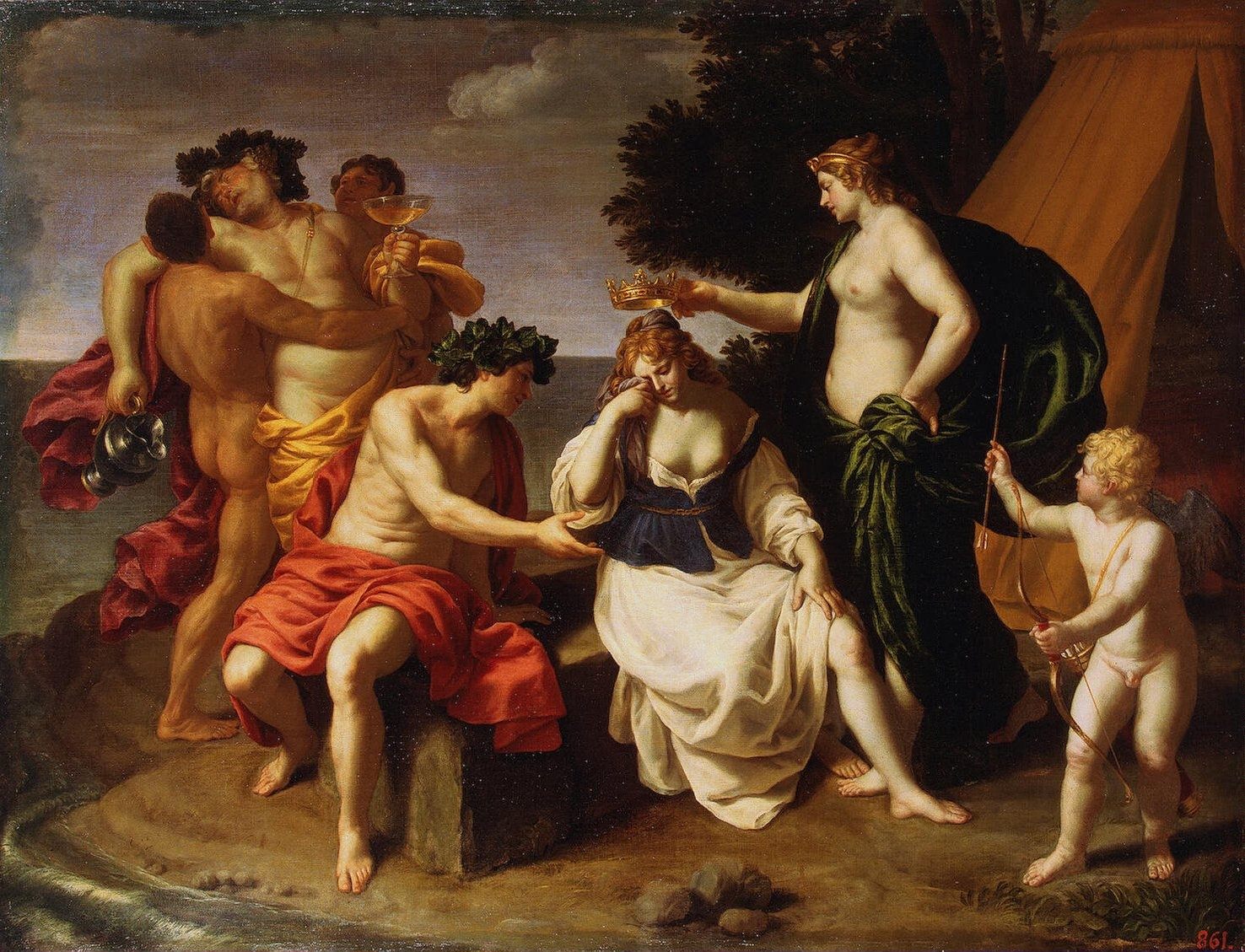
Bacco e Arianna

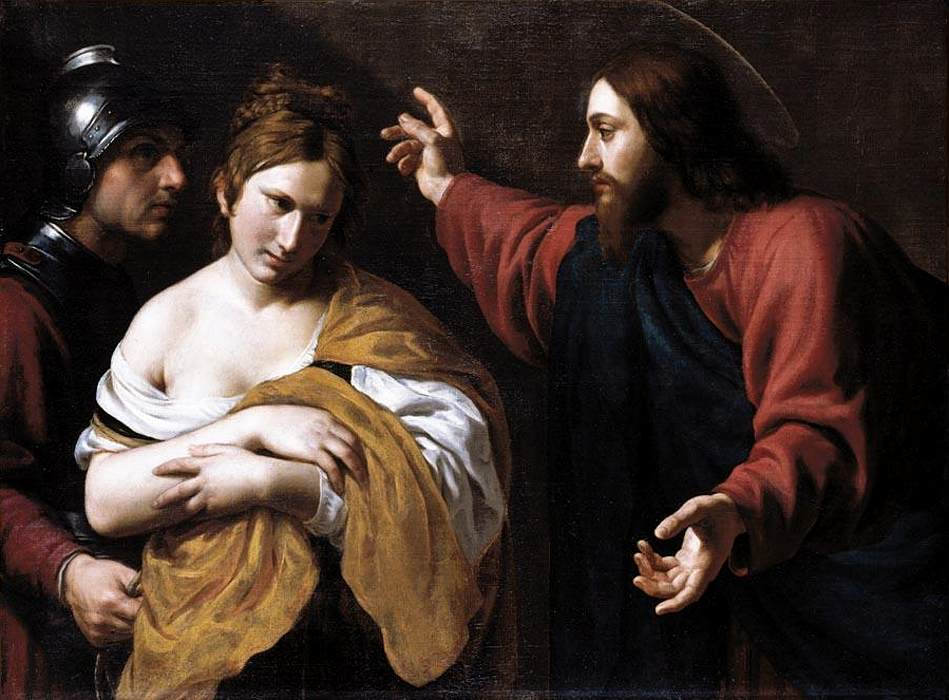
Cristo e l'adultera

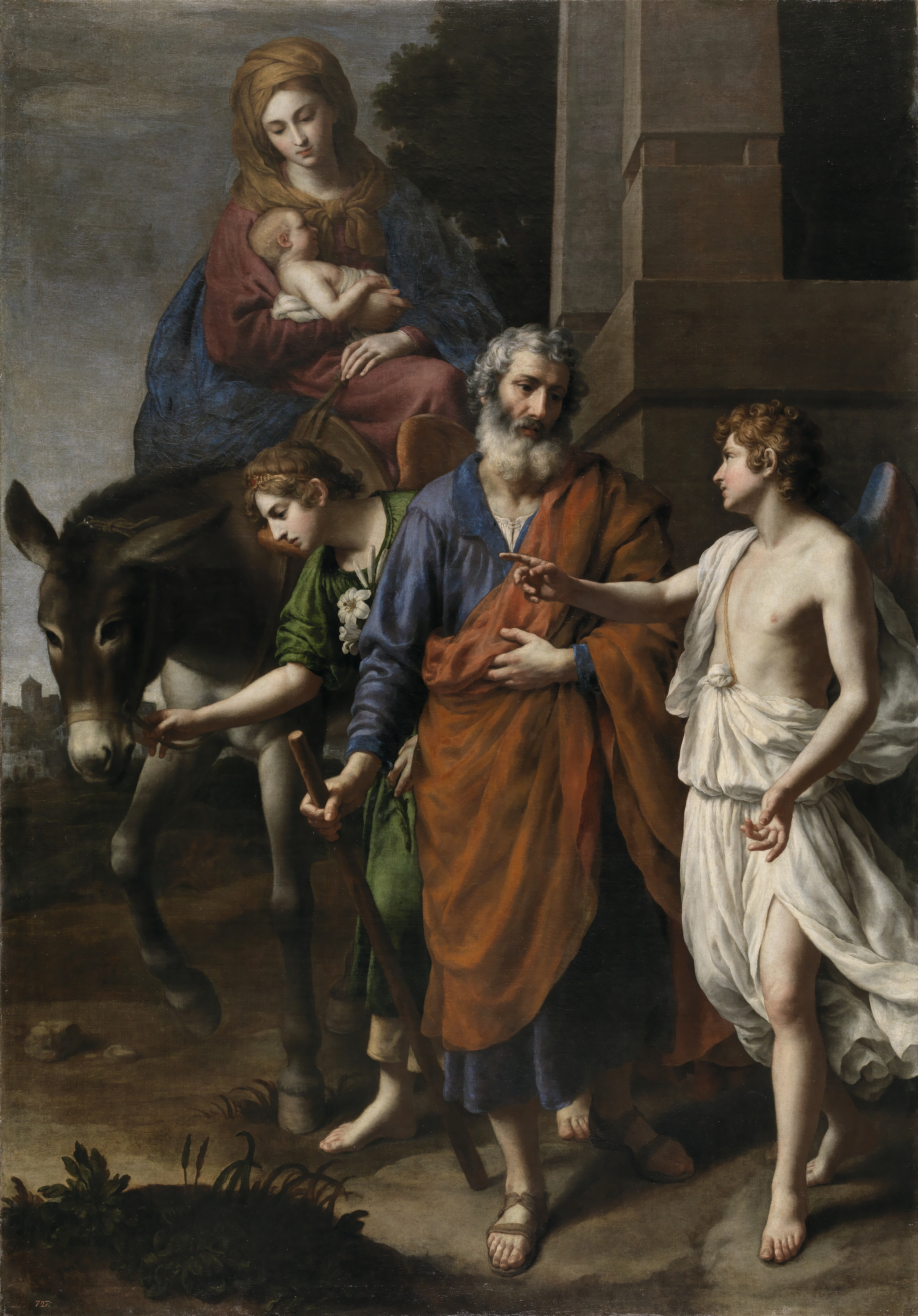
Fuga in Egitto

Alessandro Turchi, detto l'Orbetto (Verona, 1578 – Roma, 22 gennaio 1649), è stato un pittore italiano.

## Biografia

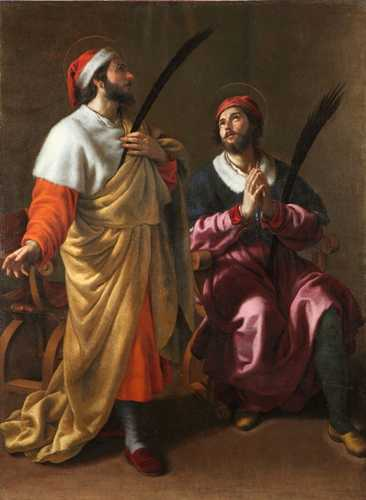
Santi Medici, 1630 ca., Olio su tela, 200x148 cm, Conversano, pala d'altare della chiesa dei SS. Medici Cosma e Damiano

Alessandro Turchi ebbe la sua formazione pittorica presso la bottega di Felice Brusasorci, nella sua città natale. Dai primi anni del Seicento iniziò progressivamente a dipingere in modo autonomo sino alla morte del suo maestro, avvenuta nel 1605. In questo periodo realizzò alcuni dipinti di carattere religioso per varie chiese veronesi e, probabilmente, alcune opere su pietra di paragone (materiale di recente utilizzo quale supporto alla pittura). Forse dopo il 1605 soggiornò sporadicamente nelle città di Venezia e Mantova, all'epoca attrattivi poli artistico-culturali. A Verona dipinse molte opere per l'aristocrazia locale (in particolar modo per i Conti Giusti, la cui collezione contava una dozzina di opere dell'artista) e nel dicembre 1609 entrò ufficialmente nell'Accademia Filarmonica veronese subentrando al maestro che era stato prima di lui il pittore ufficiale di detta Accademia.
Verso il 1614 si passò a Roma, dove rimase stabilmente sino alla morte. Poco dopo il suo trasferimento partecipò alla decorazione della Sala Regia del palazzo del Quirinale assieme al condiscepolo Marcantonio Bassetti (pare invece escluso il coinvolgimento di Pasquale Ottino), sotto la guida di Carlo Saraceni. Notato dal cardinale Scipione Borghese, dipinse per lui il Cristo pianto dalla Maddalena e dagli angeli e la Resurrezione di Lazzaro (ancora oggi a Roma, Galleria Borghese). Il cardinale, inoltre, lo fece lavorare alla decorazione della sua villa di Mondragone (gli commissionò una pala non ancora rintracciata) e per il Casino del Barco. Dipinse La Sacra Famiglia, pala d'altare della quarta cappella a sinistra della basilica di San Lorenzo in Lucina.  Questa cappella era la Cappella Gentilizia dei principi Ottoboni Duchi di Fiano (la famiglia di Papa Alessandro VIII) che l'ebbero, con Breve pontificio, in "concessione perpetua" (è ancora visibile, in alto all'ingresso, il loro stemma). 
Molto legato alla sua città natale, continuò ad inviare dipinti di carattere sacro per le cappelle delle chiese e di soggetto mitologico per alcune celebri collezioni veronesi come quella Gherardini, la Curtoni e la Muselli. Il suo più importante mecenate fu il Marchese Gaspare Gherardini, informatore artistico di Cristina di Svezia il quale gli commissionò, tra l'altro, una pala Adorazione dei Magi per l’oratorio di san Giuseppe dal Ponte dell’Olmo a Montorio (Verona), poi passata alla famiglia Sparavieri e ora al Museo di Castelvecchio a Verona. I suoi ultimi anni furono costellati di successi: nel 1637 fu nominato principe dell'Accademia di San Luca e nel 1638 membro della Congregazione dei Virtuosi al Pantheon.
Nel 1623 Alessandro sposò Lucia San Giuliano, dalla quale ebbe numerosi figli. La figlia Cecilia nel 1640 si unì al pittore Giacinto Gimignani, le cui opere denotano talvolta chiari rimandi a quelle del suocero.

### Fortuna critica
Alessandro Turchi fu un pittore molto apprezzato, in vita e nei secoli successivi alla sua morte. Dapprima si rivolsero a lui gli aristocratici scaligeri che gli ordinarono tele per i loro palazzi ma anche i committenti romani, e quelli che gravitavano su Roma, inoltrarono all'Orbetto numerosi lavori (come il Matrimonio Mistico di Santa Caterina, oggi a Parigi, Museo del Louvre, e i santi Cosma e Damiano, custodito presso la chiesa dei SS Medici Cosma e Damiano a Conversano, commissionata da Giangirolamo II Acquaviva d'Aragona grazie all'interessamento di Ascanio Filomarino, futuro arcivescovo di Napoli e maestro di camera del cardinal nepote Antonio Barberini seniore). Le sue opere furono inviate all'estero già nel Seicento, in Baviera e in Francia: l'elettore e duca di Baviera Massimiliano I, i cardinali Richelieu e Mazarino possedevano sue opere. Quest'ultimo in particolare aveva ben sei quadri del pittore veronese, tra cui Cristo e l’adultera.